# Хомик Артим Якович
Артим Якович Хомик (1880 — 1921) — гімназійний учитель у Галичині,  український письменник і публіцист. Псевдоніми і криптоніми: А. Жабченко, Яковенко, А. Х., А. Яковенко, Spectator.

## Життєпис

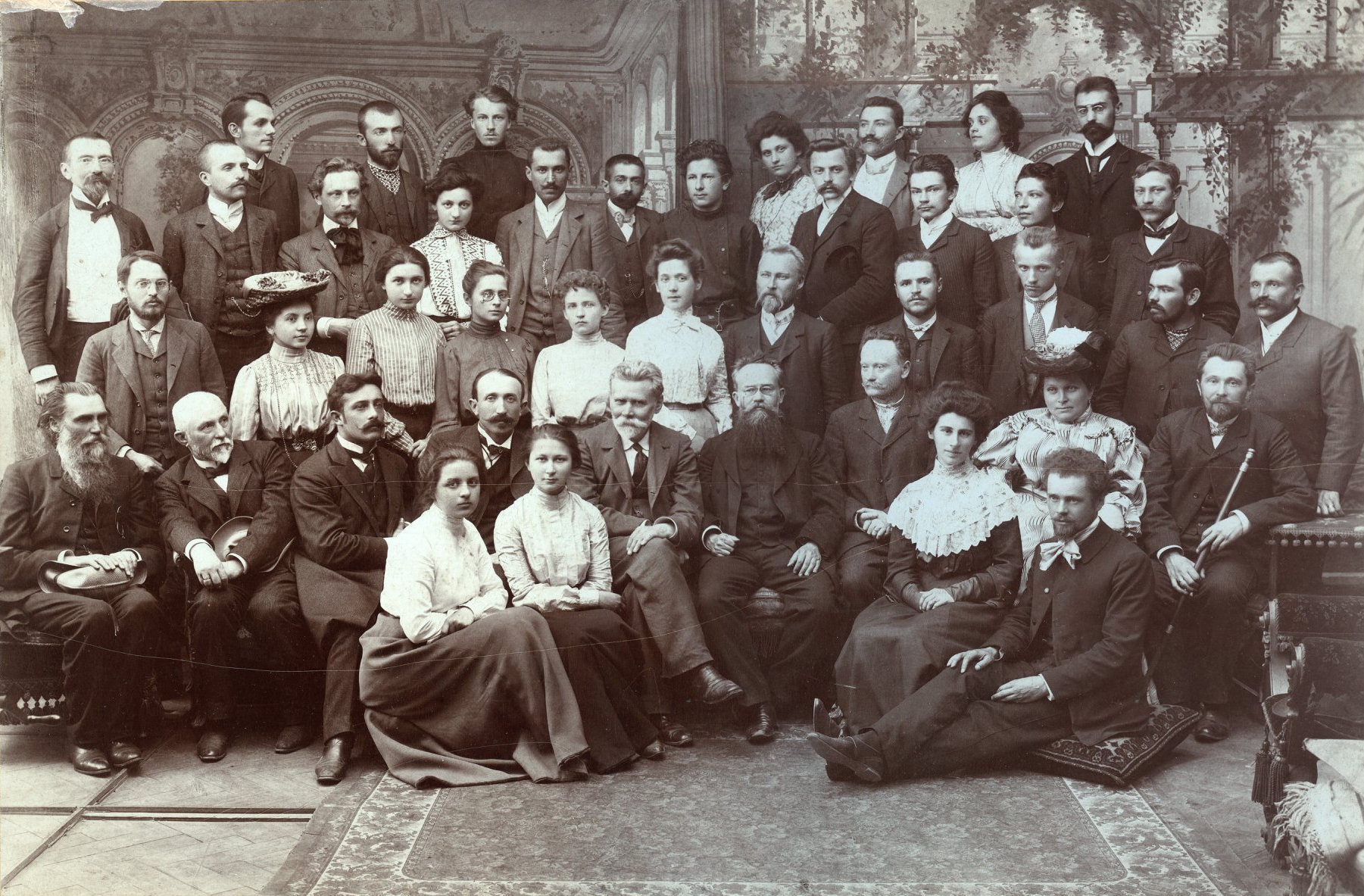
Викладачі та студенти Наукових курсів українознавства у Львові (організованих ТПУНЛШ), 5 липня 1904 р. Зліва направо: перший ряд (сидять): М. Дверницька, В. Чикаленківна, А. Трушева, І. Труш;
другий ряд (сидять): П. Рябков, Т. Ревакович, І. Брик, М. Ганкевич, Хв. Вовк, М. Грушевський, І. Франко, М. Грушевська, Вол. Гнатюк;
третій ряд (стоять): Вол. Дорошенко, М. Підлісецька (Мудракова), Г. Чикаленківна, К. Голицинська, О. Андрієвська, М. Липа, І. Липа, Ф. Шолудько, В. Панейко, Л. Сміщук, Л. Гарматій;
четвертий ряд (стоять): Вол. Лаврівський, Е. Голицинський, Юл. Бачинський, М. Крушельницька (Дроздовська), Дм. Дорошенко, Я. Грушкевич, Л. Чикаленко, Мих. Грушкевич, Ст. Дольницький, А. Хомик, М. Росткович;
п'ятий ряд (стоять): Юл. Ситник, Ол. Скоропис, Дм. Розов, Д. Старосольська (Шухевичівна), Вол. Загайкевич, Т. Єрми (п-ні Боднарова), Мих. Мочульський.

Народився 1880 року на Тернопільщині. Закінчив гімназію в Тернополі, потім університет у Львові. Викладав у гімназії. Влітку 1914 року поїхав у Наддніпрянську Україну, був заарештований, потім звільнений без права виїзду.
Працював у лісництві разом із Микитою Шаповалом, перебував під наглядом поліції. Після падіння царського режиму переїхав до Києва, заробляв журналістською працею, співпрацював із газетою «Відродження» (1918), редагував видання «Дніпросоюзу», брав участь у роботі творчої студії «Майстерня мистецького слова». За часів правління гетьмана був заарештований, але йому вдалося врятуватися завдяки вступу в Київ війська Симона Петлюри.

## Творчість
Співробітник газети «Відродження» (1918) і редактор видання «Дніпросоюзу» в Києві. Від 1919 року у Відні. Співробітник часопису «Літературно-науковий вістник», газети «Воля» і журналу «На Переломі».
Як представник української дипломатичної місії мав їхати до Парижа, проте затримався у Відні, почав працювати в газеті «Воля». Помер 1921 р. у Відні (Австрія).
Автор шкільних підручників, художньо-публіцистичного твору «Всесильний долар» (1905), збірки оповідань «Всесильний долар» (1922, посм.), новел, оповідань, публіцистичних статей.

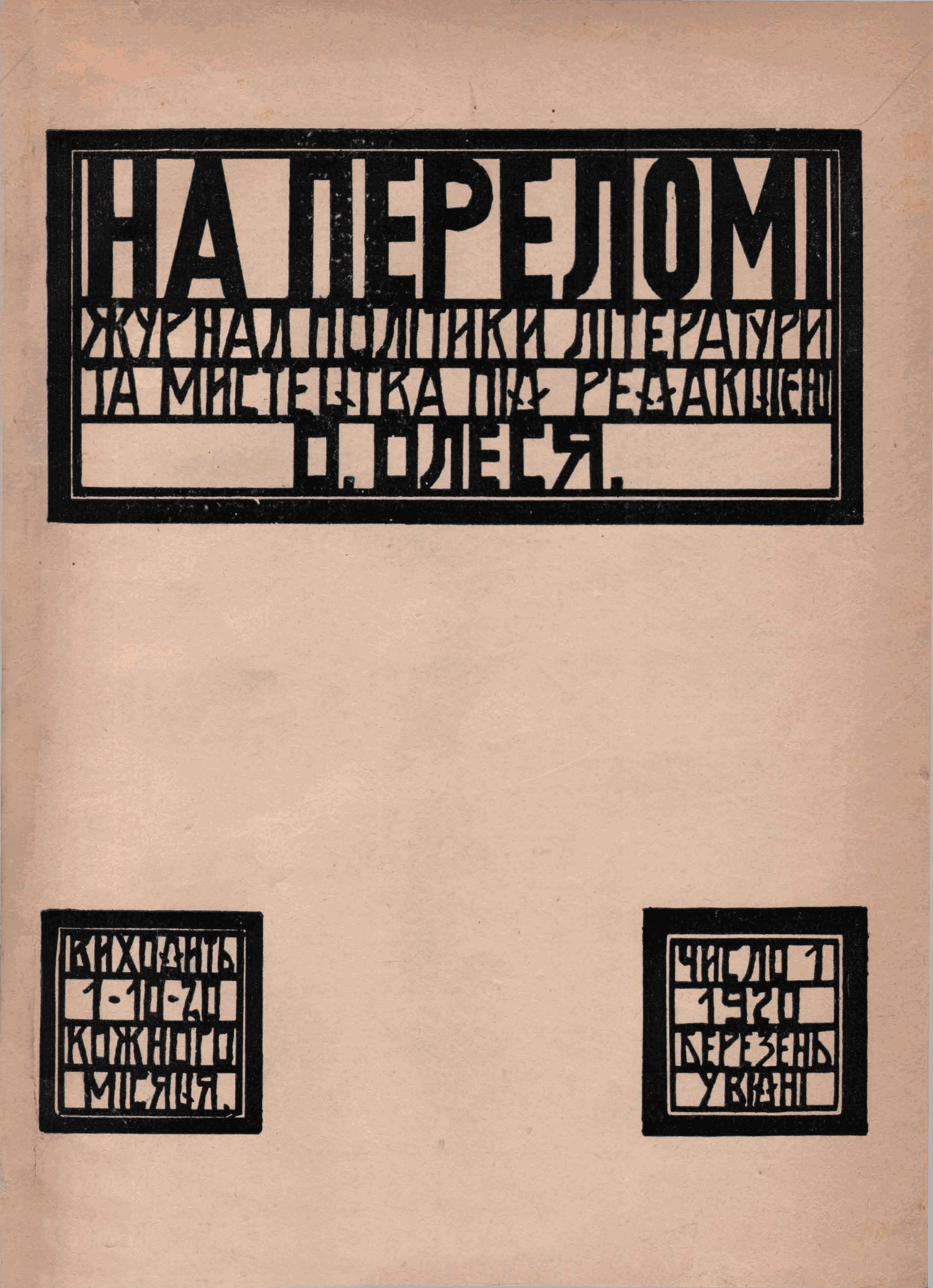
Журнал «На Переломі», в якому публікувались статті Хомика.

### Окремі видання
- Хомик А. Титан // На Переломі — Відень, 1920. ч. 3 [Архівовано 26 жовтня 2020 у Wayback Machine.] — С. 13-22; ч. 4-5 [Архівовано 4 березня 2016 у Wayback Machine.] — С. 10-15
- Хомик А. Всесильний долар. Повість / Упоряд., вступ. ст. Н. Калениченко. — К.: Дніпро, 1990. — 188 с.
- Хомик А. Із циклу «Всесильний долар» // Українська новелістика кінця ХІХ — початку ХХ ст. / Упоряд. Є. Нахлік. — К., 1989. — С. 508—514.